# بولان (آیووا)
بولان (به انگلیسی: Bolan) شهری در ایالت آیووا کشور ایالات متحده آمریکا است که جمعیت آن در سرشماری سال ۲۰۱۰ میلادی، ۳۳ نفر بوده‌است.